# Neocamenta flaviceps
Neocamenta flaviceps är en skalbaggsart som beskrevs av Louis Burgeon 1945. Neocamenta flaviceps ingår i släktet Neocamenta och familjen Melolonthidae. Inga underarter finns listade i Catalogue of Life.